# Iglesia de Santa Eulalia (Brañosera)
La iglesia de Santa Eulalia en Brañosera, Palencia, (España) está construida con sillería de arenisca rojiza de procedencia local (la típica piedra de Brañosera).
Aunque fue volada en los sucesos revolucionarios de octubre de 1934, aún se conservan varios restos románicos:
- La antigua portada, situada a la derecha del acceso actual. En ella destacan: 
  - El tejado que la corona, sostenido por siete canecillos decorados.
  - La cornisa cuyo motivo ornamental es propio de los escultores de Rebolledo de la Torre.
- Las columnas sobre las que se apoya la arquivolta que llevan capiteles zoomórfos: en el de la izquierda representa la lucha entre un centauro que tensa un arco y un dragón y en el de la derecha se aprecian dos leones afrontados.
- Un ventanal de medio punto sobre la portada: con arquivolta decorada en motivos vegetales y capiteles también decorados, el de la izquierda con dos leones afrontados y el de la derecha con hojas estilizadas.
- La espadaña, típica de la comarca, con doble vano de medio punto. Y en el interior, la pila bautismal decorada con motivos vegetales.